# Kagoma (periodiskt vattendrag i Burundi, Bururi)
Kagoma är ett periodiskt vattendrag i Burundi.   Det ligger i provinsen Bururi, i den centrala delen av landet, 60 kilometer sydost om huvudstaden Bujumbura.
Omgivningarna runt Kagoma är huvudsakligen savann. Runt Kagoma är det ganska tätbefolkat, med 166 invånare per kvadratkilometer.